# Književnost
Knjižévnost ali literatúra, slóvstvo označuje poseben način komunikacije, ki ga prepoznavamo po oznakah njegovih specifičnih oblik, npr. roman, sonet, tragedija, idilična povest. V ožjem pomenu obsega samo dela besedne umetnosti (leposlovje, beletristika), tj. besedil v umetnostnem jeziku, v širšem pa tudi žanre drugačnega značaja: dnevnik, pisma, spomini, pridiga, molitev itd.
Književnost poznajo različna ljudstva, združbe, filozofske šole ali zgodovinske dobe. V splošnem velja, da je književnost nekega ljudstva zbirka besedil, ki jih ta ima. S to oznako književnosti lahko gledamo enako na judovsko Biblijo, pesnitev Beowulf, Iliado, Odisejo ali roman Zločin in kazen. Književnost enačijo tudi z zbirko zgodb, pesmi in iger, ki obravnavajo določeno temo. V tem primeru lahko govorimo tudi o književnosti brez nacionalnega značaja.

## Književnost po izvoru
- Ljudska književnost
- Umetna književnost

## Zvrsti, vrste, žanri

### Pripovedništvo ali proza
- Anekdota (Smešnica)
- Bajka
- Basen
- Črtica
- Esej
- Groteska
- Kratka zgodba
- Humoreska
- Lastni življenjepis (Avtobiografija)
- Legenda
- Novela
- Obraz
- Poetična povest
- Povest
- Pravljica
- Prilika
- Pripovedka
- roman
- Slika
- Zbadljivka (Satira)
- Življenjepis (biografija)

### Pesništvo ali poezija
- Balada
- Ep
- Gazela
- Glosa
- Haiku
- Himna
- Oda
- Elegija
- Epigram
- Ljubezenska pesem
- Pesem v prozi
- Pripovedna pesem
- Romanca
- Sonet

### Dramatika
V dramskih delih ena, dve ali več oseb govori, kot da so postavljene pred navzočimi poslušalci ali gledalci v neko zunanje dogajanje ali stanje. Čas je za govoreče osebe sedanji in tudi gledalec ima vtis, da se vse dogaja pred njim. Dramatika dobi nazorno podobo šele na odru in je tesno povezana z gledališčem, čeprav jo lahko tudi le beremo.
- Tragedija (žaloigra)
- Komedija (veseloigra)
- Drama
- Absurdna drama (antidrama)

### Polknjiževne zvrsti
- Zgodovinopisje
- Filozofska proza
- Otroška književnost
- Plagiat
- Okvirna pripoved

## Književnost posameznih zgodovinskih obdobij
- Orientalska književnost
  - Egipčanska književnost
  - Babilonsko-asirska književnost
  - Perzijska književnost
  - Arabska književnost
  - Japonska književnost
  - Kitajska književnost
  - Indijska književnost
  - Starojudovska književnost
- Antična književnost
  - Starogrška književnost
  - Rimska književnost
- Srednjeveška književnost
- Književnost renesanse in baroka
- Klasicistična književnost
- Razsvetljenska književnost
- Predromantična književnost
- Romantična književnost
- Književnost realizma in naturalizma
- Književnost nove romantike
- Modernistična književnost
- Postmodernistična književnost
- Književnost in gledališče 60. let

## Književnost posameznih narodov
- Afriška književnost
- Albanska književnost
- Ameriška književnost
- Angleška kjiževnost
- Armenska književnost
- Arabska književnost
- Avstralska književnost
- Avstrijska književnost
- Bolgarska književnost
- Bosanskohercegovska književnost
- Češka književnost
- Črnogorska književnost
- Danska književnost
- Estonska književnost
- Finska književnost
- Francoska književnost
- Grška književnost
- Gruzinska književnost
- Hrvaška književnost
- Indijska književnost
- Irska književnost
- Italijanska književnost
- Japonska književnost
- Judovska književnost/Izraelska književnost
- Kitajska književnost
- Latinskoameriška književnost
- Latvijska književnost
- Litovska književnost
- Madžarska književnost
- Makedonska književnost
- Nemška književnost
- Nizozemska književnost
- Norveška kjiževnost
- Perzijska književnost
- Poljska književnost
- Portugalska književnost
- Romunska književnost
- Ruska književnost
- Slovaška književnost
- Slovenska književnost
- Srbska književnost
- Španska književnost
- Švedska književnost
- Švicarska književnost
- Turška književnost
- Ukrajinska književnost

## Književne nagrade
- Nobelova nagrada za književnost
- Newberyjeva medalja za otroško književnost
- Caldecottova medalja za ilustrirano otroško knjigo
- Slovenske literarne nagrade
- Seznam evropskih književnih nagrad